# Beatrice Scalvedi
Beatrice Scalvedi (souvent appelée Bea Scalvedi), née à Bellinzone le 27 juin 1995, est une ancienne skieuse alpine suisse spécialiste des épreuves de vitesse. Après sa retraite sportive anticipée en raison de problèmes de santé, elle s'implique dans la question de la santé psychologique des athlètes.

## Biographie

### Carrière sportive
Née à Bellinzone (Bellinzona en italien) dans le canton suisse du Tessin, elle est initiée au ski dès l'âge de 3 ans par son père. Elle se forme ensuite dans les rangs du Reina Campo Blenio Ski Club et suit ensuite une scolarité au lycée sportif Stiftung Sport- Gymnasium de Davos jusqu'en 2015 où elle apprend également l'allemand. Elle rejoint ensuite la Fédération italienne du ski suisse, où elle fait ses grands débuts en compétition, avec des résultats allant croissant tant au niveau régional que national.
Elle fait son entrée sur le circuit des courses FIS le 25 novembre 2010 lors du slalom spécial de Livigno, mais manque ensuite une grande partie de la saison 2012-2013 à la suite de la rupture du ligament croisé d'un genou. Auparavant, elle avait déjà souffert d'une commotion cérébrale et d'une blessure à la main. La saison suivante, elle fait ses débuts en Coupe d'Europe en descente à Saint-Moritz le 17 décembre, terminant à la 48e place. Malheureusement, lors de l'été 2014 elle se blesse grièvement en se déchirant le ligament croisé du genou gauche, l'obligeant à renoncer à toute la saison 2014-2015.
Elle retrouve la compétition en décembre 2015 et dispute le 9 janvier 2016 les deux manches de descente à Altenmarkt-Zauchensee. Elle échoue toutefois à se qualifier pour ce qui sera sa seule participation à une course de Coupe du Monde. Le 2 février, elle s'aligne en Coupe d'Europe et remporte la descente de Davos.
Le 27 février 2016, elle participe aux Championnats du monde juniors à Sotchi en Russie, et remporte la médaille d'argent en descente sur la piste de Rosa Khutor, derrière la Canadienne Valérie Grenier et devant l'Italienne Nicol Delago. Au terme de cette saison en Coupe d'Europe, elle termine deuxième du classement de descente, ce qui lui assure une place fixe en Coupe du Monde pour la saison 2016-2017, après une seule saison de Coupe d'Europe. Elle rejoint ainsi Lara Gut (également originaire du Tessin), Priska Nufer, Joana Hählen et Corinne Suter dans les disciplines de vitesse et est considérée comme une des meilleures descendeuses suisses. Elle part s'entraîner avec ses équipières en Amérique du Sud afin de préparer la Coupe du Monde, dont la première épreuve est prévue début décembre à Lake Louise. « Je dois prendre les choses une par une. Terminer dans les 30 serait déjà bien » explique-t-elle alors.
Malheureusement, des douleurs au dos vont alors se manifester. Elle est contrainte de déclarer forfait pour sa première saison en Coupe du Monde. « J'ai une longue carrière devant moi et ne veux par conséquent pas prendre le risque de la compromettre. Mon corps à besoin de récupérer pleinement » explique alors la Tessinoise.
Malgré un long processus de rééducation et de soins, elle est contrainte de renoncer l'année suivante. Dans un communiqué, Swissski précise que « son état de santé ne lui permet toujours pas de s’entraîner intensivement, tant sur la neige qu’en salle de musculation », tandis que le docteur Walter O. Frey, médecin de Swiss Ski chargé de sa rééducation, ajoute que « la complexité de ses problèmes dorsaux empêche pour l’instant toute reprise d’un entraînement de sport d’élite régulier. »
En avril 2018, elle annonce la fin de sa carrière sportive à seulement 22 ans. La Tessinoise reviendra en 2021 sur cette période de sa vie en expliquant  « qu'elle ne pouvait rien faire sans souffrir, qu'elle soit allongée, debout ou assise et que si elle espérait voir la situation s'améliorer, elle a dû se rendre compte qu'il n'était plus possible de continuer. »
Sa dernière course restait le Super-G des championnats suisses, le 9 avril 2016 à Zinal.

### Après-carrière sportive
Dans divers entretiens, elle confie avoir ressenti après l'arrêt de sa carrière sportive des symptômes se rapprochant de la dépression pendant au moins un an. Elle confiera plus tard s'être « forcée à sourire, mais que derrière se sourire elle était réellement malade. » 
Beatrice Scalvedi révèle les difficultés psychologiques qu'elle a rencontrées après l'arrêt prématuré de sa carrière et témoigne également du manque de soutien des instances sportives suisses. En octobre 2022, elle confie « que l'équipe était une deuxième famille J'ai passé plus de temps avec eux que ma propre famille. Puis ils ne m'ont plus parlé. Ce fut un coup dur. » 
Après une licence de psychologie à l'Université de Berne, elle raconte son histoire lors d'un symposium en 2021 où elle croise le directeur de Swiss Olympic, Roger Schnegg, qui est interrogé sur le manque d'attention accordé à l'ancienne skieuse,.
Beatrice Scalvedi participe également à une étude de l'Office fédéral des sports sur la santé mentale des athlètes de haut-niveau et exprime le souhait que les sportifs et sportives aient plus facilement accès à une aide psychologique. 
Elle est également interviewée par la chaîne SRF Sport en décembre 2022 où elle revient sur son parcours.
Beatrice Scalvedi intervient également parfois pour la télévision suisse où elle commente l'actualité du ski alpin de compétition. 
En novembre 2024, elle est nommée psychologue assistante à l'Institut pédiatrique de Suisse italienne à l'hôpital de Bellinzone.  

## Style technique
De grande taille et dotée d'une grande force physique, Beatrice Scalvedi avait le profil-type d'une coureuse de vitesse pour s'aligner en descente et super-G. Elle a également concouru à un bon niveau en slalom et en super combiné, même si elle s'est spécialisée dans les épreuves de vitesse.
En compétition, Beatrice Scalvedi utilisait l'équipement de l'autrichien Atomic (skis, fixations, chaussures), un casque Uvex et des bâtons Leki.

## Autres
La langue maternelle de Beatrice Scalvedi est l'italien et elle parle parfaitement allemand. Elle parle aussi couramment le français et l'anglais.
Depuis l'arrêt de sa carrière sportive, elle est ambassadrice des skis Atomic. 
Beatrice Scalvedi pratique régulièrement l'escalade et la randonnée en montagnes. 

## Palmarès

### Mondiaux juniors
| Édition / Épreuve | Descente | Super G | Slalom géant | Combiné |
| ----------------- | -------- | ------- | ------------ | ------- |
| 2016 Sotchi       | Argent   | 7       | DNS          | Ab.     |

### Coupe d'Europe
- Meilleur classement au classement général : 10e en 2016[22].
- Meilleur classement au classement de descente : 2e en 2016[22]
- 1 podium[23] :
  - 1 victoire (descente à Davos) le 2 février 2016[24].

#### Classements par saison
| Saison / Classement | Général | Général | Descente | Descente | Super G | Super G | Combiné alpin | Combiné alpin |
| Saison / Classement | Class.  | Points  | Class.   | Points   | Class.  | Points  | Class.        | Points        |
| ------------------- | ------- | ------- | -------- | -------- | ------- | ------- | ------------- | ------------- |
| 2013-2014           | 176e    | 5       | -        | -        | 76e     | 5       | -             | -             |
| 2015-2016           | 10e     | 481     | 2e       | 237      | 5e      | 172     | 37e           | 9             |

### Championnat suisse
- 1 médaille :
  - Argent (Super-G) en 2016.